# Lockheed Have Blue
Lockheed XST/Have Blue o più semplicemente Have Blue, era il nome in codice del programma dimostrativo (PoC) avviato dalla Lockheed Corporation onde gettare le basi per la produzione di aerei VLO (Very Low Observable) e sviluppare gli aspetti legati a questa tecnologia.
Gli studi condotti sui due prototipi Have Blue furono essenziali per la realizzazione del bombardiere stealth F-117 Nighthawk. Il programma fu condotto dagli Skunk Works, la sezione veicoli sperimentali della Lockheed, e sviluppato all'interno dell'Area 51 tra il 1977 e il 1979. Entrambi i prototipi andarono distrutti nel corso di due incidenti.
I prototipi Have Blue sono stati i primi aerei ad essere completamente progettati tramite l'ausilio di calcolatori elettronici che permettevano di valutare in breve tempo la sezione radar equivalente, in inglese Radar Cross Section (RCS), di diversi modelli e di determinare quale fosse quella con le migliori caratteristiche VLO. Il modello ideale si rivelò essere quello di un aereo ad ala a freccia con superfici piane inclinate come un diamante onde deviare le onde radar. Da qui il soprannome di "Diamante senza speranza" (in quanto, inizialmente, l'aspetto tozzo e sgraziato non sembrava addirsi ad un veicolo in grado di volare). Have Blue è stato anche il primo velivolo a fare uso esclusivo della tecnologia FBW (Fly-by-wire) dato che il suo design era intrinsecamente instabile e solo l'utilizzo di un computer che controllasse i parametri di volo istante per istante lo avrebbe reso pilotabile (un sistema di comandi diretti di emergenza, come già avveniva sull'F-16, sarebbe stato inutile proprio per l'impossibilità di controllarlo).
Have Blue faceva parte della realtà dei "black projects", ovvero quei programmi classificati che ufficialmente non esistono. Parte del programma fu declassificato sul finire degli anni ottanta quando fu resa pubblica l'esistenza dell'F-117.

## Contesto
All'inizio degli anni settanta il Pentagono si trovò ad affrontare una serie di problemi. Infatti le tecnologie antiaeree avevano fatto enormi passi in avanti e l'utilizzo di contromisure elettroniche (ECM) sembrava non essere più adeguato. Durante la Guerra del Vietnam, le batterie di  missili SAM avevano causato non pochi problemi all'aviazione americana e spesso durante i raid i velivoli d'attacco eseguivano bombardamenti approssimativi per sfuggire al loro fuoco. Inoltre, l'efficacia dei SAM aveva costretto a dirottare parte dei velivoli a compiti di appoggio, riducendo il numero di effettivi a disposizione per attaccare bersagli primari. Analogamente, durante la Guerra del Kippur l'aviazione israeliana, che disponeva delle più avanzate tecnologie di produzione americana e di piloti ottimamente addestrati, aveva perso ben 109 aerei nei 18 giorni di guerra. A questo si aggiunse uno studio condotto dal Pentagono stesso sulla rete di difesa antiaerea dell'Unione Sovietica che aveva messo in luce il fatto che un eventuale scontro NATO-Patto di Varsavia avrebbe decimato l'aviazione alleata in una decina di giorni.
Fu in questo contesto, che nel 1974, il Tactical Technology Office della Defense Advanced Research Projects Agency (DARPA), agenzia governativa dedicata allo studio delle tecnologie avanzate, si rese conto che era necessario sviluppare una tecnologia che consentisse ad un ipotetico bombardiere di arrivare fin sopra il bersaglio senza essere individuato e di sganciare il proprio carico bellico con la massima precisione e in tutta sicurezza. Per questo richiese l'invio di studi da parte della Northrop, McDonnell Douglas, General Dynamics, Fairchild e Grumman che si concentrassero su quale fosse la sezione radar equivalente minima necessaria per individuare un aereo e se fosse possibile realizzare un velivolo con una RCS sotto tale soglia. Solo McDonnell Douglas e Northrop presentarono proposte convincenti.

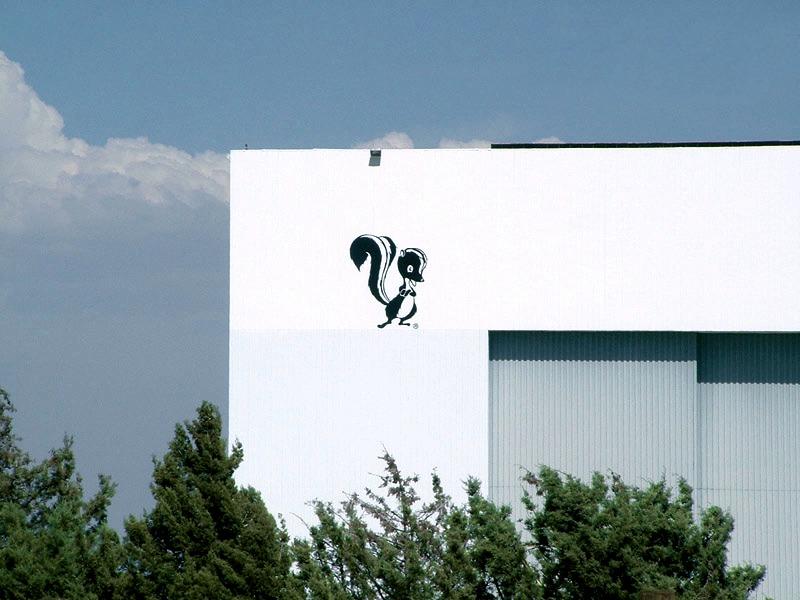
Simbolo degli Skunk Works ("Officine della puzzola", in italiano).

Inizialmente la Lockheed non era stata coinvolta per diversi motivi. Infatti, per oltre dieci anni non aveva realizzato nessun nuovo aereo, ma soprattutto era sull'orlo del fallimento ed oggetto di uno scandalo di tangenti all'estero per assicurarsi la fornitura di alcuni suoi aerei (Scandalo Lockheed). Solo in seguito la Lockheed fu informata del progetto, dal momento che la CIA le aveva consentito di discutere con il Pentagono gli studi classificati su velivoli VLO che aveva condotto ai tempi dell'A-12 Oxcart. Gli Skunk Works si misero allora all'opera sullo studio della DARPA ma i primi risultati furono inconcludenti. Solo quando Denys Overholser si interessò al progetto questi riprese una discussione che anni prima aveva condotto con il matematico Bill Schroeder, nella quale concludevano che per avere una bassa segnatura radar bisognasse realizzare un aereo che avesse delle superfici piatte e inclinate per deviare le onde radar e senza spigoli vivi nella direzione di vista delle onde (abbattendo quindi la RCS).
Overholser compilò quindi un programma, "Echo 1", in grado di analizzare le segnature radar di diversi modelli. L'utilizzo del computer era fondamentale in quanto in grado di svolgere calcoli che avrebbero altrimenti richiesto anni di tempo. In breve si scoprì però che l'errato calcolo delle condizioni al contorno portava al problema della "diffrazione", risolto grazie ai risultati di uno studio del fisico russo Pëtr Ufimcev pubblicati nel 1962 su una rivista scientifica sovietica. Echo 1 fu quindi in grado di stabilire che la forma ideale per ottenere la RCS minima fosse quella di un aereo con ala a freccia molto stretta e superfici sfaccettate. I calcoli di Echo 1 furono confermati da ulteriori studi su modelli in scala presso la camera anecoica della Lockheed e all'aperto. Il successo degli studi di Overholser fece sì che Have Blue potesse essere presentato alla DARPA, la quale aggiunse la Lockheed a McDonnell Douglas e Northrop. Infatti, Have Blue aveva una RCS paragonabile a quella di un cuscinetto a sfere. Bill Schroeder ricorda: "Progettammo pannelli piatti e sfaccettati e facemmo in modo che agissero come specchi per deviare le onde radar".

### Precedenti

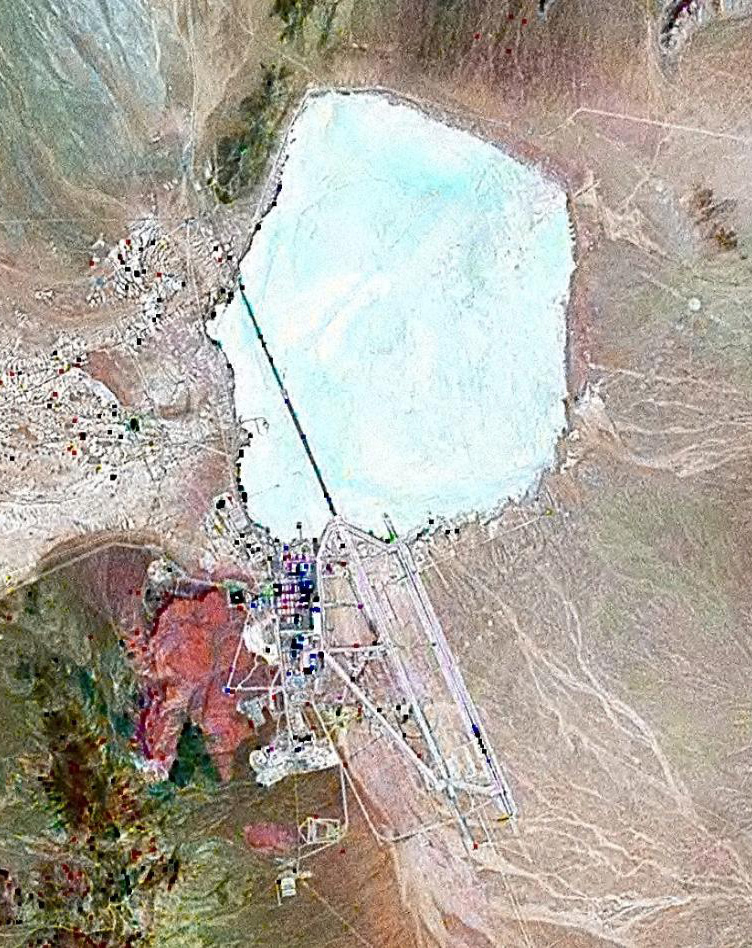
Visione aerea dell'Area 51. Qui fu testato lHave Blue (come tutti i precedenti progetti segreti della Lockheed).

Prima di Have Blue tutti i tentativi di ridurre la RCS di un aereo si erano ridotti all'utilizzo di particolari materiali assorbenti che rivestivano la fusoliera del velivolo. Tuttavia queste soluzioni non presentavano un vantaggio tattico concreto in quanto la segnatura radar veniva abbassata ma non a livelli sufficienti ad evitare l'individuazione. Inoltre non si sapeva ancora granché sull'effetto delle forme sulla riflessione delle onde radar, in quanto fino ai primi anni settanta non erano disponibili calcolatori abbastanza potenti e ci si riduceva dunque a cercare di realizzare fusoliere con angoli smussati e derive inclinate verso l'interno per minimizzare la RCS.
Un ruolo importante in questo campo lo ebbe sempre la Lockheed, che studiò e realizzò soluzioni concrete già a partire dall'U-2, il quale fu completamente rivestito di una vernice radar-assorbente. Tuttavia questa soluzione venne abbandonata in fase di sviluppo, in quanto l'U-2 era un velivolo estremamente leggero e delicato che non poteva sopportare l'aggravio di peso della vernice, non previsto in fase di progettazione. L'unico U-2 rivestito con tale vernice precipitò in vite a causa del peso eccessivo, uccidendo il pilota.
Il primo aereo realizzato con caratteristiche VLO sin dalla fase di studio fu l'A-12 Oxcart. Vernici speciali e forme particolari contribuivano infatti a ridurre la RCS a quella delle dimensioni di un uomo. Tuttavia era possibile intercettare l'A-12 agganciando il suo radioricevitore.

## Sviluppo
I risultati di Echo 1 diedero vita ad un modello che ricordava le fattezze di un diamante. Tuttavia Have Blue suscitava non poche perplessità all'interno della Lockheed proprio a causa delle forme così bizzarre, tanto da esser soprannominato da alcuni, "hopeless diamond" ("diamante senza speranza"). Lo stesso Clarence "Kelly" Johnson disse a Ben Rich, capo degli Skunk Works: "scommetto un quarto di Dollaro che il nostro vecchio drone D-21 ha una sezione radar minore di quel maledetto diamante". I risultati della camera anecoica fecero però ricredere Johnson, che fu costretto a pagare la scommessa a Rich anche se aggiunse: "non spenderla finché non avrai visto quella dannata cosa volare".

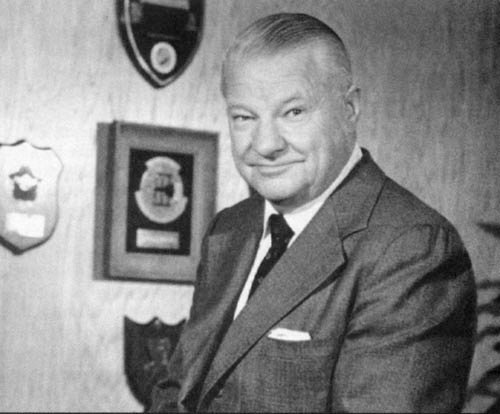
Clarence "Kelly" Johnson era molto scettico riguardo alle reali possibilità dellHave Blue.

Nel 1975 la DARPA passò alla fase operativa chiamata "Experimental Survival Testbed" (XST). Invitò infatti Lockheed, McDonnell Douglas e Northrop a presentare dei progetti per un prototipo VLO in grado di volare. McDonnell Douglas rinunciò quasi immediatamente lasciando quindi sole Northrop e Lockheed. L'aerodinamico Dick Cantrell si occupò di rendere Have Blue aerodinamicamente valido prima di sottoporlo ai test. Una volta valutati i progetti, la DARPA divise XST in due fasi: la fase 1 prevedeva la costruzione di un modello a grandezza naturale su cui misurare la RCS. Il progetto migliore sarebbe poi passato alla fase 2, ossia la realizzazione di un prototipo funzionante per studiare e sviluppare le tecnologie VLO.
Per la fase 1 (marzo 1976) la DARPA finanziò Lockheed e Northrop con 1,5 milioni di dollari ciscuno e come luogo dei test scelse il Radar Target Scatter (RATSCAT) della base di White Sands, Nuovo Messico. Per la fase 1 fu anche necessario realizzare ex novo un nuovo pilone su cui issare i modelli. Infatti un pilone tradizionale avrebbe causato notevoli interferenze dovendo misurare la segnatura radar di un velivolo VLO. Meno di un mese dopo l'inizio dei test, Have Blue fu dichiarato vincitore. Tuttavia la DARPA fu colpita anche dal lavoro della Northrop che invitò a collaborare al progetto Battlefield Surveillance Aircraft Experimental (BSAX) che avrebbe dato vita al bombardiere stealth B-2.

### Tecnica

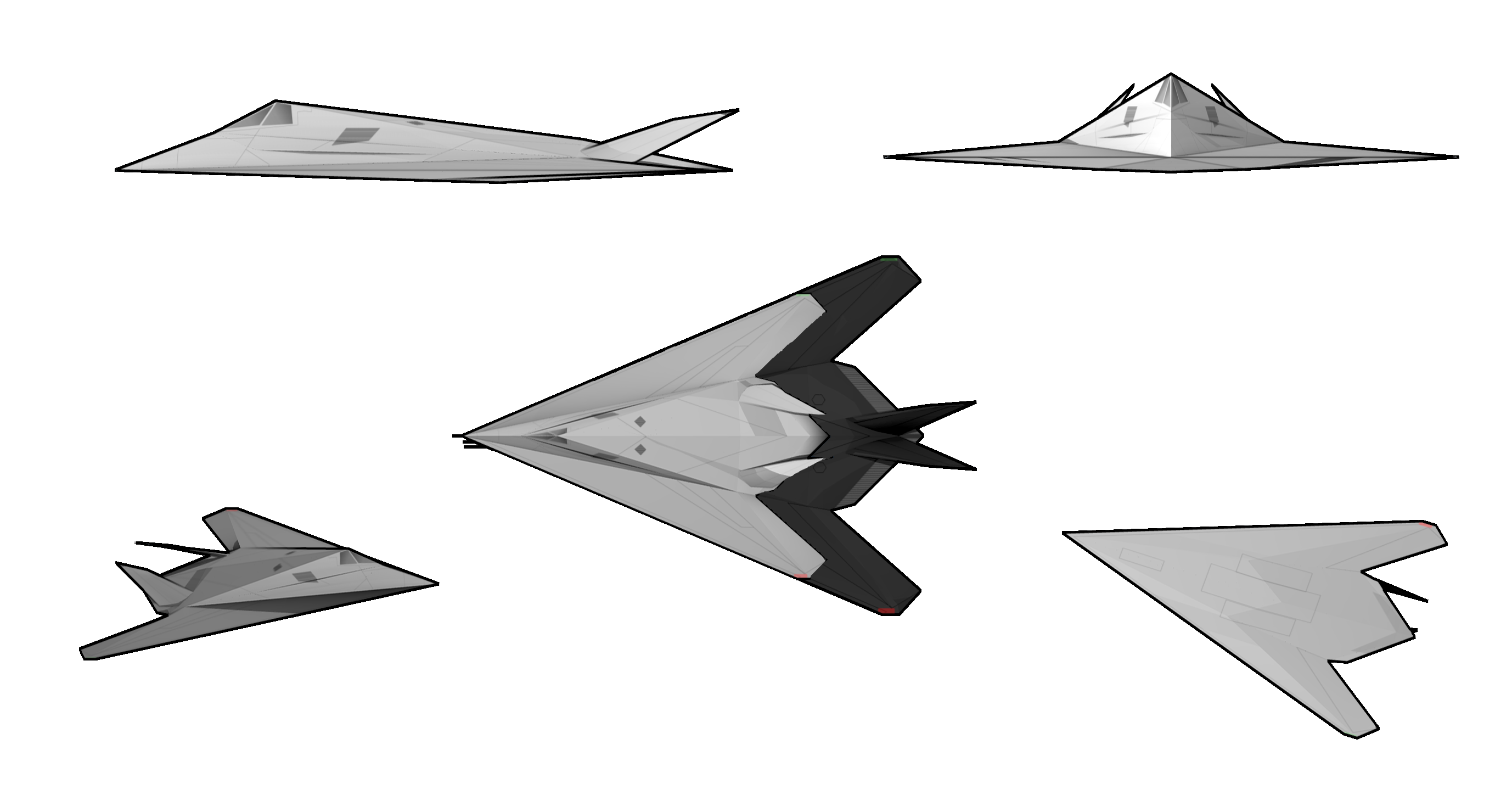
Viste dell'aereo

La fase 2 di XST (aprile 1976) prevedeva la realizzazione di due dimostratori tecnologici che sarebbero stati sottoposti a prove di volo e di RCS con il primo volo programmato per il dicembre 1977. A questo punto gli obiettivi di Have Blue erano tre:
- convalidare le caratteristiche VLO identificate all'inizio del programma (radar, infrarosso, acustico, visivo),
- dimostrare prestazioni e qualità di volo accettabili,
- prefigurare le caratteristiche VLO di un velivolo in volo.

Per quanto riguarda la componentistica furono usati equipaggiamenti già collaudati e disponibili per ragioni di tempo e di economia di scala. Per l'apparato propulsivo sarebbero stati utilizzati due motori General Electric J85-GE-4A, lo stesso motore che già equipaggiava il North American T-2B Buckeye. Gli attuatori dei comandi di volo provenivano dal F-111, il sistema FBW e il seggiolino eiettabile dall'F-16, il carrello dal F-5 Freedom Fighter, l'HUD dal F/A 18 Hornet e il sistema di navigazione dal B-52. Per quanto riguarda l'utilizzo dei materiali RAM si sarebbe attinto al bagaglio di esperienza che la Lockheed aveva sviluppato a partire dagli anni cinquanta. L'Have Blue non era dotato di un sistema di controllo di emergenza diretto, in quanto in caso di guasto del FBW l'aereo sarebbe diventato incontrollabile. Infatti il particolare design rendeva il velivolo intrinsecamente instabile e solo il FBW con un sistema di controllo quattro volte ridondante era in grado di gestirlo.
L'Have Blue non disponeva né di aerofreni, flap o altri sistemi per aumentare la portanza. Il controllo aerodinamico sarebbe stato effettuato unicamente dagli alettoni, collocati nella sezione interna delle ali, e da due derive completamente mobili. Un flap aggiuntivo controllato dal computer di bordo fu sistemato posteriormente in corrispondenza degli scarichi. Questo flap fuoriusciva oltre i 13° di imbardata per mantenere stabile l'aereo che a causa del limitato angolo di attacco delle ali diventava instabile oltre tale soglia.
L'esigenza di mantenere elevate caratteristiche VLO portò anche ad adottare particolari sistemi da abbinare al sistema propulsivo. Le prese d'aria furono infatti dotate di una griglia trattata con materiali RAM per evitare che il fascio radar penetrasse all'interno dei motori e rimbalzasse indietro alla sorgente. La griglia contribuiva inoltre a raddrizzare il flusso d'aria disturbato dai vortici generati dai bordi d'attacco a freccia elevata. Le esigenze VLO produssero anche un sistema di scarico originale, che, anziché essere rotondo, aveva un'apertura piatta con un rapporto di 17 a 1. Un flusso d'aria opportunamente indirizzato provvedeva a raffreddare la fusoliera intorno agli scarichi, onde ridurre la segnatura all'infrarosso.

### Costruzione e sperimentazione
L'assemblaggio sarebbe avvenuto a Burbank (presso il Building 82 degli Skunk Works), a partire dal settembre 1977. La linea di montaggio era divisa in tre parti: fusoliera anteriore, fusoliera posteriore e ali che sarebbero state poi unite alla fine. Il 1º settembre, la Lockheed fu coinvolta in uno sciopero degli operai (che sarebbe durato 4 mesi), l'assemblaggio fu quindi condotto dal vicedirettore delle operazioni Bob Murphy, insieme a una squadra di 18 dirigenti che si suddivise in due gruppi per lavorare 12 ore al giorno tutti i giorni. Il primo prototipo fu completato il 17 ottobre e fu subito sottoposto alla calibratura degli strumenti a cui seguirono prove di flusso del carburante e dei motori. A novembre venne data la mano definitiva di vernice e fu applicato uno schema mimetico consistente in tre colori di toni differenti applicati in modo da mascherare le sfaccettature. A questo punto HB1001 (così era stato chiamato il primo prototipo) venne trasferito da Burbank all'Area 51.

#### HB1001
Il primo prototipo, HB1001, sarebbe stato destinato alle prove delle qualità di volo, per questo era stato equipaggiato con una vistosa sonda sul muso che incorporava il tubo di Pitot e altri sensori. Inoltre un parafreno era stato collocato in un vistoso contenitore esterno tra le derive. Come piloti collaudatori furono scelti Bill Park, già capopilota collaudatore della Lockheed e il maggiore Norman "Ken" Dyson, direttore dell'F-15 Joint Test Force di Edwards. Prima dei test di volo, HB1001 fu sottoposto a prove a terra. Il 25 novembre 1977, nel corso di un test di motori, ci si accorse che il calore squarciava il rivestimento della fusoliera sopra gli scarichi. Durante le prove a Burbank tale problema non era stato individuato in quanto si erano tenute di notte per mantenere la segretezza. La soluzione fu l'adozione di scudi termici per proteggere la superficie esterna della parte posteriore della fusoliera.
Il 30 novembre, HB1001 era pronto per il primo volo con a bordo Bill Park. I test prevedevano che, mentre uno dei due collaudatori si trovava a bordo di HB1001, l'altro seguisse a bordo di un T-38. In totale, Park avrebbe effettuato 24 voli su Have Blue contro i 12 di Dyson. Durante i collaudi di HB1001 furono perfezionati i controlli FBW, si verificarono tutte le caratteristiche dinamiche del mezzo e si sistemarono alcuni inconvenienti.
HB1001 andò distrutto a seguito di un incidente il 4 maggio 1978. Bill Park stava rientrando alla fine del volo quando, appena prima di toccare terra, il flap posto dietro gli scarichi e controllato dal computer si aprì improvvisamente facendo urtare HB1001 violentemente contro la pista. Il velivolo cominciò a sbandare e Park diede manetta per riprendere quota. L'impatto aveva però danneggiato uno dei due carrelli principali che era rimasto in posizione semiretratta. Ogni tentativo di farlo fuoriuscire fu vano e per questo Park prese quota per lanciarsi a 3,000 metri lasciando schiantare il velivolo nel deserto. Tuttavia, durante la salita i motori si spensero in quanto il poco carburante rimasto a bordo era stato consumato per cercare di estrarre il carrello, quindi Park fu costretto a lanciarsi anzitempo. Dopo l'incidente a Park fu diagnosticata una commozione cerebrale che mise fine alla sua carriera di collaudatore.

#### HB1002
All'epoca dell'incidente, HB1002 era quasi pronto e incorporava tutte le migliorie che erano state rese necessarie dopo i test di HB1001, comprese delle modifiche alla parte posteriore della fusoliera. Il flap che aveva causato l'incidente di HB1001 tendeva infatti a deformarsi provocando delle variazioni di forma indesiderate e il formarsi di interstizi. Al contrario del suo predecessore, HB1002 sarebbe stato destinato esclusivamente alla valutazione delle caratteristiche VLO. Fu infatti rimossa la sonda sul muso, il parafreno e la carlinga venne rivestita di materiali RAM. Il primo volo ebbe luogo il 20 luglio 1978 per mano di Dyson che, nonostante fossero stati designati altri due collaudatori (Russ Eastor, istruttore della Air Force Test Pilots School di Edwards, e Ray Gowdy, storico pilota collaudatore della Lockheed), fu l'unico a volare con HB1002.
I test su HB1002 furono un successo e confermarono tutte le aspettative. Le prove consistettero sostanzialmente nel misurare la RCS sotto ogni angolo di vista e con ogni sistema operativo a disposizione. Tuttavia, come il suo predecessore, anche questo esemplare andò perduto in un incidente. Ai primi di luglio 1979, Dyson notò un'avaria nel sistema idraulico che lo spinse a cancellare il volo. Una decina di giorni più tardi Dyson tornò nuovamente in volo ma il problema si ripresentò abbinato ad un allarme incendio. Dyson spense il motore interessato e si preparò a tornare alla base con un solo motore ma nel giro di pochi secondi gli indicatori di tutti i sistemi idraulici andarono a zero. Il velivolo allora picchiò violentemente sottoponendo il pilota a un'accelerazione di 7 g negativi e cominciò ad eseguire tutta una serie di manovre improvvise tipiche di ogni velivolo instabile. Dyson, che in seguito a questo incidente riporterà tre fratture vertebrali compresse, riuscì a lanciarsi ad una quota di circa seimila metri e lasciò che HB1002 si schiantasse nel deserto sottostante.
Le analisi sui rottami di HB1002 rivelarono come una delle ganasce dello scarico si fosse allentata lasciando che i gas di scarico penetrassero nel compartimento del motore provocando un aumento di temperatura tale da far scattare l'allarme antincendio e mandare in avaria i sistemi idraulici.
Questo incidente avvenne a due voli dal termine del programma Have Blue che fu dichiarato completo nel dicembre 1979, essendo stati raggiunti tutti gli obiettivi dei collaudi.

## Senior Trend
"Senior Trend" è il nome in codice del programma che diede vita all'F-117 Nighthawk. A metà 1977 l'Air Force istituì un ufficio progetti speciali (Special Projects Office - SPO) con lo scopo di applicare le tecnologie del programma XST ad un velivolo d'attacco con caratteristiche VLO, aprendo il progetto Advanced Technology Aircraft (ATA). Parallelamente furono sviluppati nuovi sistemi di individuazione e aggancio bersagli compatibili con velivoli VLO.
Lo SPO decise di inviare alla Lockheed due richieste preliminari per lo studio di due velivoli VLO che sfruttassero le tecnologie di Have Blue. Questi due velivoli furono denominati ATA-A e ATA-B. Il primo consisteva in un velivolo d'attacco monoposto con un carico utile di 2.270 kg e un'autonomia di 741 km, il secondo in un bombardiere biposto con un carico utile di 4.540 kg e un'autonomia di 18.520 km. Tuttavia ATA-B fu abbandonato in quanto troppo complicato da realizzare all'epoca. Tutte le risorse furono quindi concentrate su ATA-A, di cui fu realizzato un modello a scala naturale (Full-Scale Development - FSD). Il 1º novembre 1978 fu autorizzata la produzione di ATA-A e al programma fu dato il nome in codice di Senior Trend. La Lockheed ricevette quindi un finanziamento di 340 milioni di dollari per la realizzazione di cinque modelli FSD. Questi modelli sarebbero serviti per determinare dove sistemare i vari sottosistemi del velivolo. Il primo modello FSD fu completato nel dicembre 1979 e denominato velivolo 780 (le ultime due cifre del numero di serie derivano dal fatto che il primo volo era previsto per il 1980).

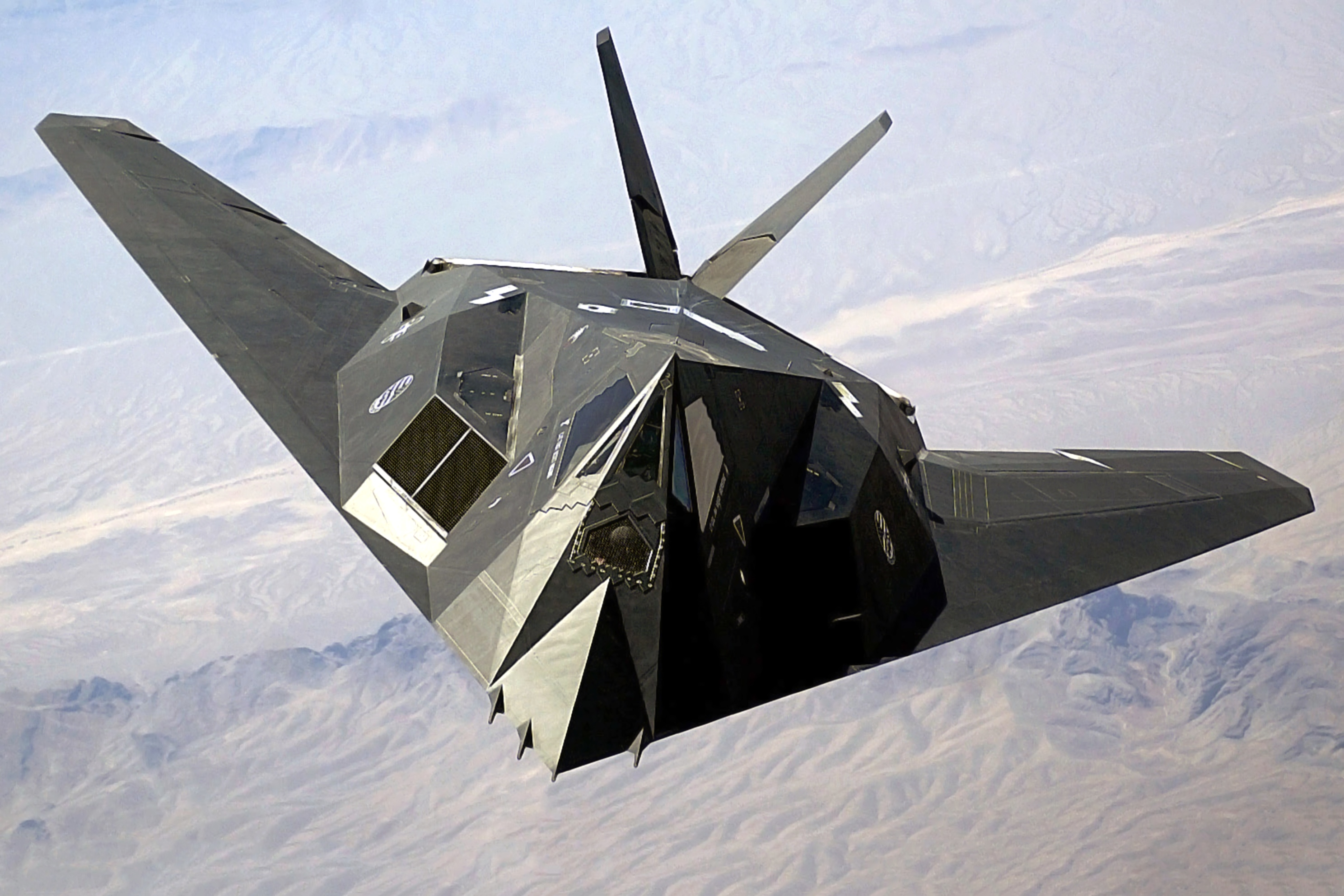
Un F-117 Nighthawk in volo.

Senior Trend richiese la risoluzione di alcuni problemi che non erano stati affrontati con Have Blue. Infatti, HB1001/2 erano due velivoli puramente dimostrativi che non dovevano far fronte ad alcune problematiche che si sarebbero presentate durante una missione operativa. Senior Trend richiedeva infatti che il velivolo fosse di tipo ognitempo, con la conseguenza che era necessario trovare una soluzione all'eventuale formazione di ghiaccio su alcuni componenti fondamentali del velivolo, pur mantenendo le caratteristiche VLO richieste. Due di esse erano le griglie sulle prese d'aria dei motori che, dopo diversi esperimenti, furono dotate di due tergicristalli muniti di un getto antigelo da azionare in caso di pericolo formazione ghiaccio. Anche il sistema di controllo del FBW fu sottoposto ad un attento studio. Have Blue prevedeva una serie di aperture nelle zone chiave del velivolo, tuttavia non si fu in grado di sviluppare un efficace sistema di sghiacciamento e per questo furono realizzate delle sonde di rame ricoperte di materiale RAM e riscaldate continuamente poste sul muso.
Senior Trend dovette anche far fronte alla realizzazione di sistemi radar che non intaccassero le caratteristiche VLO del velivolo. Per questo fu realizzato dalla Texas Instruments Incorporated un apposito dispositivo da collocare nel muso e dotato di una bassa RCS. Anche l'aspetto della manutenzione fu preso in esame in fase di sviluppo, infatti era necessario che i materiali RAM o altre componenti che ricoprivano il velivolo non si deteriorassero con l'uso intensivo dando luogo ad interferenze, alterando quindi la RCS.
Per quanto riguarda i test, Senior Trend abbandonò l'Area 51 per recarsi presso il Tonopah Test Range (noto anche come Area 52), una base sempre all'interno del Nevada Test and Training Range, ma collocata in luogo più remoto. Infatti, sul finire degli anni settanta, l'Area 51 era affollata da altri progetti segreti e sarebbe stato difficile nascondere Senior Trend al personale che non disponeva della necessaria autorizzazione di segretezza.